# Angeli nell'islam
Nell'Islam, si crede che gli angeli (in arabo  ملاك٬ ملك‎?, malāk; plurale in arabo  ملائِكة‎?, malāʾik o malāʾikah) siano esseri celesti provenienti da un'origine luminosa e creati da Dio. Essi si occupano della lode a Dio, dell'interazione con gli esseri umani nella vita ordinaria, della difesa dai diavoli e della realizzazione di fenomeni naturali. L'Islam riconosce il concetto di angeli sia come creature antropomorfe alate che forze astratte che consigliano il bene. La fede negli angeli è uno dei sei principali articoli di fede nell'Islam.
Il Corano è la fonte principale dell'angelologia islamica, ma caratteristiche più particolareggiate degli angeli compaiono nella letteratura hadith, nella letteratura ‘’Mi'rāj, nell'esegesi islamica, nella teologia, nella filosofia e nel sufismo. Gli angeli differiscono dalle altre creature spirituali per il loro atteggiamento di creature virtuose, in contrasto con diavoli e jinn. Gli angeli svolgono un ruolo importante nella vita quotidiana dei musulmani proteggendo i credenti dalle influenze del male e memorizzando le azioni degli esseri umani.
Studiosi modernisti islamici come Muhammad Asad e Ghulam Ahmed Parvez hanno suggerito una reinterpretazione metaforica del concetto di angeli.

## Etimologia
La parola coranica per angelo (in arabo  ملك ‎?, malak) deriva da Malaka, che significa "egli controllava", a causa del loro potere di governare i diversi affari loro assegnati. La radice triletterale  '-lk , l-'- k o mlk con il significato ampio di "messaggero", proprio come il suo equivalente in ebraico (malʾákh). A differenza della parola ebraica, tuttavia, il termine è usato esclusivamente per gli spiriti celesti del mondo divino, in contrapposizione ai messaggeri umani. Il Corano si riferisce invece ai messaggeri angelici e umani col termine rasul.

## Caratteristiche
Gli angeli sono creature celesti, considerati più vecchi degli umani e dei jinn. Contrariamente alla credenza popolare, gli angeli non sono mai descritti come agenti della rivelazione nel Corano, sebbene l'esegesi attribuisca ciò all’arcangelo Gabriele.
Secondo l'Islam, una delle principali caratteristiche è la mancanza di desideri corporei; il fatto che non si stancano mai, non mangiano né bevono e non provano ira. Come nelle altre religioni monoteiste, gli angeli si caratterizzano per la loro purezza e obbedienza a Dio. Nelle tradizioni islamiche, sono descritti come creati dalla luce incorporea (Nūr) o dal fuoco (Nār). Secondo un ‘’hadith’’ di Abū Dharr al-Ghifārī, verificato in tempi moderni da Shuʿāyb al-Arnā'ūṭ e da Muhammad ʻAbd ar-Raḥmān al-Mubarakpuri, il numero degli angeli era infinito, al punto che non c'è spazio (in cielo) largo come 4 dita, a meno che non ci sia un angelo che appoggia la fronte, prostrandosi a Dio.
Gli angeli sono solitamente descritti in forme antropomorfe combinate con immagini soprannaturali, come le ali, sono visti come esseri di grandi dimensioni, che indossano abiti celesti e di grande bellezza. Alcuni angeli sono identificati con colori specifici, spesso con il bianco, ma alcuni angeli speciali hanno un colore distinto, ad esempio Gabriele è associato al colore verde.
Gli angeli erano in grado di impersonare gli esseri umani, come quando Gabriele, Michele, Israfil, e migliaia dei più grandi angeli, dal terzo cielo apparvero a al-Zubayr ibn al-Awwam, compagno e guardi del corpo del Profeta, durante la battaglia di Badr.
Prima dell'Islam gli angeli erano considerati figlie di Dio e adorati nell'Arabia preislamica. Ne sono testimonianza i culti delle divinità Allat e di al-'Uzzā. L'idea che Dio abbia creato gli angeli come femmine e generato figlie è respinta nel Corano.

### Nobiltà

#### Umani e angeli
Gli studiosi hanno discusso se sia più nobile la condizione esistenziale degli umani o degli angeli. Gli angeli di solito simboleggiano un comportamento virtuoso, mentre gli esseri umani hanno la capacità di peccare, ma anche di pentirsi. La prostrazione degli angeli davanti ad Adamo è spesso vista come una prova della supremazia umana sugli angeli. Altri ritengono che gli angeli siano superiori, in quanto privi di deficit materiali, come rabbia e lussuria. Gli angeli sono liberi da tali impulsi di ordine inferiore e sono quindi superiori, una posizione che si trova soprattutto tra i Mu'taziliti e alcuni Ashariti. Un'opinione simile è stata affermata da Hasan di Basri, il quale ha sostenuto che gli angeli sono superiori agli umani e ai profeti a causa della loro infallibilità, dottrina originariamente osteggiata sia dai sunniti che dagli sciiti. Questa visione si basa sul presupposto della superiorità dello spirito puro rispetto al corpo e alla carne.
Secondo una versione opposta, gli esseri umani sono al di sopra degli angeli, poiché per un essere umano è più difficile essere obbedienti e adorare Dio, a motivo delle frequenti tentazioni corporee, a differenza degli angeli la cui obbedienza diventa piuttosto insignificante. L'Islam riconosce una famosa storia di angeli e umani in competizione nel racconto di Harut e Marut, che furono messi alla prova per determinare se gli angeli avrebbero fatto meglio degli umani nelle stesse circostanze, una tradizione osteggiata da alcuni studiosi, come Ibn Taymiyya, ma anche accettata da altri, come ibn Hanbal.
Il maturidismo generalmente sostiene che la superiorità e l'obbedienza di angeli e profeti derivano dalle loro virtù e visione dell'opera di Dio, ma non dalla loro purezza originale.
Lo studioso andaluso ibn Arabi sostiene che un essere umano generalmente è al di sotto degli angeli, ma quando si sia sviluppato fino al titolo di Al-Insān al-Kāmil, proprio del Profeta, si ponga al di sopra di essi. Questa tesi si rapporta all’idea principale secondo cui i profeti e i messaggeri tra gli esseri umani sono al di sopra degli angeli, l'essere umano ordinario al di sotto di un angelo, mentre i messaggeri tra gli angeli sono al di sopra dei profeti. Lo spiega Ibn Arabi, nel suo al-Futuhat sulle questioni di Tirmidhi, con il fatto che Maometto intercede prima per gli angeli, poi per (altri) profeti, santi, credenti, animali, piante e oggetti inanimati per ultimi.
Gruppi di studiosi moderni dell'Università islamica dell'Imam Mohammad Ibn Saud in Yemen e Mauritania hanno emesso una fatwa secondo cui gli angeli dovrebbero essere invocati con benedizioni onorifiche islamiche (ʿalayhi as-salāmu), che viene applicata a profeti e messaggeri umani. Questa fatwa era basata sulla sentenza di Ibn Qayyim al-Jawziyya.

#### Impeccabilità
Nell’Islam è dibattuta la possibilità dell’esistenza di angeli peccatori e il loro grado. All'inizio del periodo islamico, non ci si aspettava che le creature soprannaturali capissero il peccato o lo espiassero, bensì che seguissero solamente la loro natura creata da Dio e volta al bene. Al-Hasan al-Basri è spesso considerato uno dei primi ad aver stabilito la dottrina dell'infallibilità degli angeli reinterpretando versi che sembrano implicare angeli immersi nell’errore, e contrapponendoli ai jinn, così da rifiutare l'origine angelica di Iblis (Satana). Questa visione, tuttavia, non era universale nella fase formativa dell'Islam, dal momento che Abū Ḥanīfa (m. 767), d'altra parte, divideva gli angeli in tre categorie: angeli obbedienti, come Gabriele; angeli disobbedienti, come quelli che insegnano la stregoneria e angeli increduli, come Iblis e il suo esercito
L'obiezione a una rigorosa infallibilità degli angeli si basa sui seguenti eventi nel Corano e nella tradizione musulmana. Il Corano menziona la caduta di Iblis (la cui natura angelica è rifiutata da molti studiosi) dal posto degli angeli in diverse sure. Sura 2:102 implica che una coppia di angeli cadde sulla terra e introdusse l'umanità alla magia. Secondo Sura 2:30, gli angeli si lamentarono della decisione di Dio di creare Adamo. Nella tradizione sciita, un cherubino chiamato Futrus fu scacciato dal cielo e cadde a terra sotto forma di un serpente. L'opera ismailita Umm al-Kitab ribadisce la storia di Iblis sotto forma di un angelo chiamato Azazil che si vantò di essere superiore a Dio fino a quando non fu gettato nelle sfere celesti inferiori e finì sulla terra.
al-Maturidi (853–944 d.C.) indicò i versi del Corano secondo i quali gli angeli sono messi alla prova da Dio e concluse che gli angeli possiedono il libero arbitrio, ma, a causa delle loro intuizioni sulla natura di Dio, scelgono di obbedire. Come indicato dalla Sura 21 (Al-Anbiya), alcuni angeli tuttavia mancano di questa intuizione e falliscono, e sono quindi condannati all'Inferno. Poiché sia il Corano che il Kutub al-Sittah escrivono gli angeli che sbagliano o non riescono a realizzare ciò che è stato loro ordinato, gli studiosi sunniti (Kalam) spiegarono anche che gli angeli potrebbero essere influenzati da circostanze, come l'odore o la confusione quando Dio creò Adamo.
Al-Taftazani (1322-1390 d.C.) accettò che gli angeli potessero scivolare nell'errore e diventare disobbedienti, ma rifiutò che gli angeli si sarebbero mai consapevolmente rivolti contro il comando di Dio e sarebbero diventati non credenti. La maggior parte degli studiosi di salafismo di solito rifiuta completamente i resoconti sugli angeli caduti nell’errore e non indaga ulteriormente su questo argomento.

### Purezza
Gli angeli ritenuti coinvolti in affari umani sono strettamente legati alla purezza islamica e ai rituali di umiliazione. Molti hadith, incluso al-Muwaṭṭaʾ dei Sei libri, descrivono angeli respinti dallo stato di impurità degli umani. Tali angeli si tengono a distanza dall'uomo, che si è contaminato con determinate azioni (come il rapporto sessuale). La purificazione rituale ripristina la possibilità di rincontrare gli angeli. L'assenza di angeli può causare diversi problemi alla persona. Se scacciati dall'impurità rituale, i Kiraman Katibin, che registrano le azioni delle persone, e l’angelo custode,  non eseguiranno i compiti assegnati all'individuo. Un altro hadith specifica che, durante lo stato di impurità, le azioni cattive vengono ancora scritte, mentre le azioni buone no. Quando una persona dice una bugia, gli angeli sono quasi separati dalla persona dal fetore che emana.  Gli angeli si allontanano dagli umani quando sono nudi o stanno facendo il bagno senza decenza, e maledicono le persone nude in pubblico.

### Nella filosofia
Ispirato dal neoplatonismo, il filosofo musulmano medievale Al-Farabi sviluppò una gerarchia cosmologica, governata da diversi intelletti (Nous). Per al-Farabi, la natura umana è composta da qualità sia materiali che spirituali. La parte spirituale di un essere umano scambia informazioni con le entità angeliche, che sono definite dalla loro natura come conoscenza assorbita dalla Divinità. Una funzione simile è attestata nella cosmologia del filosofo musulmano Ibn Sina, che però non usa mai il termine angeli in tutte le sue opere. Per Ibn Sina, gli intelletti sono stati probabilmente una necessità senza alcuna connotazione religiosa.
I teologi musulmani, come al-Suyūṭī, hanno rifiutato la rappresentazione filosofica degli angeli, basata su hadith che affermano che gli angeli sono stati creati attraverso la luce di Dio (nūr). Quindi gli angeli avrebbero sostanza e non potrebbero essere semplicemente un'entità intellettuale come affermano i filosofi.
La catena dell'essere, secondo i pensatori musulmani, comprende minerali, piante, animali, umani e angeli. I filosofi musulmani di solito definiscono gli angeli come sostanze dotate di ragione e immortalità. Gli esseri umani e gli animali sono mortali, ma solo gli uomini hanno ragione. I diavoli sono irragionevoli come gli animali, ma immortali come gli angeli.

### Sufismo
Il filosofo musulmano sufi Al Ghazali (c. 1058 - 19 dicembre 1111) divide la natura umana in quattro domini, ciascuno dei quali rappresenta un altro tipo di creatura: animali, bestie, diavoli e angeli. I tratti che l'uomo condivide con le creature corporee sono l'animale, che esiste per regolare l'ingestione e la procreazione, e la bestia, utilizzata per azioni predatorie come la caccia. Gli altri tratti che gli umani condividono con i ‘’jinn’’ e hanno radici nel regno dell'invisibile, sono facoltà di due tipi: quella degli angeli e quella dei diavoli. Mentre gli angeli dotano la mente umana di ragione, consigliano le virtù e portano ad adorare Dio, il diavolo perverte la mente e tenta di abusare della natura spirituale commettendo bugie, tradimenti e inganni. La natura angelica consiglia come usare correttamente il corpo animalesco, mentre il diavolo lo perverte.
A questo proposito, il piano di un essere umano non è predeterminato, a differenza di quello dei jinn e degli animali. Gli esseri umani sono potenzialmente sia angeli che diavoli, a seconda che si sviluppino l'anima sensitiva (Nafs) o l'anima razionale (Ruh).

#### Angeli come compagni
Nel sufismo successivo, gli angeli non sono solo modelli per il mistico, ma anche i loro compagni. Gli esseri umani, in uno stato tra terra e cielo, cercano gli angeli come guida per raggiungere i regni superiori. Alcuni autori hanno suggerito che alcuni singoli angeli nel microcosmo rappresentino specifiche facoltà umane a livello macrocosmico. Secondo una credenza comune, l'angelo Khiḍr sostituisce per un sufi gli insegnamenti di uno sceicco, qualora non si riesca a trovare quest'ultimo. La presenza di un angelo dipende dall'obbedienza dell'uomo alla legge divina. La sporcizia, la moralità depravata e la profanazione possono allontanare un angelo.

#### Angeli e diavoli
Proprio come nelle tradizioni non sufi, si ritiene che gli angeli siano creati dalla luce. al-Jili specifica che gli angeli sono creati dalla Luce di Maometto e nel suo attributo di guida, luce e bellezza. Influenzato dalla metafisica sufi di Ibn Arabi, Haydar Amuli identificò gli angeli come creati per rappresentare diversi nomi/attributi della bellezza di Dio, mentre i diavoli sarebbero creati secondo gli attributi della maestà divina, come l’altezzoso o il dispotico.
Secondo al-Ghazali gli esseri umani sono costituiti da tratti animali e spirituali. Dal regno spirituale (malakut), il piano in cui i simboli prendono forma, angeli e diavoli consigliano il cuore umano (‘’qalb’’). Tuttavia, gli angeli abitano anche il regno dell’al di là, considerato il regno da cui deriva la ragione ('aql), dove i diavoli non hanno posto.
A differenza della Kalām (teologia), la cosmologi sufi di solito non fa distinzione tra angeli e jinn, interpretando il termine jinn come "tutto ciò che è nascosto dai sensi umani". Ibn Arabi affermò: [quando mi riferisco a] jinn nel senso assoluto del termine, [includo] quelli che sono fatti di luce e quelli che sono fatti di fuoco". Mentre la maggior parte dei sufi precedenti (come Hasan al-Basri) consigliavano ai loro discepoli di imitare gli angeli, Ibn-Arabi consigliava loro di superarli. Gli angeli sono semplicemente un riflesso dell'armonia dei nomi divini all'interno del regno spirituale, mentre gli umani sperimentano i nomi divini manifestati sia nel regno spirituale che in quello materiale.

### Nel salafismo
Il salafismo contemporaneo continua a considerare la fede negli angeli come un pilastro dell'Islam e considera il rifiuto della fede letterale negli angeli come incredulità e un’innovazione (Bidʻah) portata dal secolarismo e dal positivismo. Come suggerisce Naṣr Abū Zayd, le rivisitazioni moderne sono fortemente disattese. Allo stesso tempo, molti materiali tradizionali riguardanti gli angeli vengono rigettati in quanto non sarebbero autentici. Gli studiosi della Fratellanza Musulmana Sayyid Qutb e Umar Sulaiman Al-Ashqar rifiutano materiale molto consolidato sugli angeli, come la storia di Harut e Marut che nomina l'angelo della morte Azrael. Sulayman Ashqar non solo rifiuta il materiale tradizionale stesso, ma disapprova anche gli studiosi che lo usano.

## Singoli angeli
L'Islam non ha un'organizzazione gerarchica standard che metta in parallelo la divisione in diversi "cori" o sfere ipotizzata e redatta dai teologi cristiani del primo Medioevo, ma generalmente distingue tra gli angeli in cielo (karubiyin) e i messaggeri che eseguono decreti divini tra cielo e terra. Gli angeli possiedono uno status differente in funzione del compito loro affidato.

### Arcangeli (Karubiyin)
Esistono quattro angeli speciali (‘’karubiyin’’) considerati al di sopra degli altri angeli nell'Islam. Hanno nomi propri e ad essi sono associati compiti centrali:
- Jibrīl / jibrāʾīl / jabrāʾīl (in arabo  جِبْرِيل ‎?, romanizzato: jibrīl; anche in arabo  جبرائيل‎?, romanizzato: jibrāʾ derivato dall'in ebraico גַּבְרִיאֵל‎?, Gaḇrīʾēl[77][78][79][80]), Gabriele)[81] venerato come uno degli arcangeli primari e come l'Angelo della Rivelazione nell'Islam.[77][78][79] Jibrīl è considerato l'arcangelo responsabile della rivelazione del Corano a Maometto, verso per verso; è menzionato principalmente nei versetti 2:97, 2:98 e 66:4 del Corano, sebbene il testo coranico non si riferisca esplicitamente a lui come un angelo.[78] Jibrīl è l'angelo che comunicò con tutti i profeti e discese anche con le benedizioni di Dio durante la notte di Laylat al-Qadr ("La notte del destino divino"). Nella tradizione islamica, Jibrīl è inoltre riconosciuto come un magnifico guerriero, che guidò un esercito di angeli nella battaglia di Badr e combatté contro Iblis, quando questi tentò ʿĪsā (che è Gesù[82]);
- Mīkāl/Mīkāʾīl/Mīkhā'īl (Michele), l'arcangelo della misericordia, è spesso raffigurato mentre fornisce nutrimento per i corpi e le anime mentre è anche responsabile di portare pioggia e tuoni sulla Terra.[83] Alcuni studiosi hanno sottolineato che Mikail è responsabile degli angeli che portano le leggi della natura[84];
- Israfil (spesso associato all'angelo ebreo e cristiano Raffaele) è l'arcangelo che suona la tromba alla fine dei tempi, quindi associato anche alla musica in alcune tradizioni.[85] Israfil è responsabile di segnalare l'arrivo di Qiyamah (Giorno del giudizio) suonando un corno. Tuttavia, Muhammad Nasir al-Din al-Albani[86], Muhammad ibn al-Uthaymin[87] e al-Suyuti[88] hanno commentato che tutti gli hadith che descrivono Israfil come il suonatore di corno sono classificati come deboli (Da'if), pur affermando che ciò è ancora possibile, data la moltitudine di catene narrative che supportano questo concetto[86][87][88];
- 'Azrā'īl/'Azrayl/Azrael: è l'arcangelo della morte. Lui e gli angeli a lui subordinati sono responsabili della separazione dell'anima dal corpo dei morti e porteranno i credenti in Paradiso (Illiyin) e i non credenti all'Inferno (Sijjin).[89][90]

### Menzionati nella tradizione canonica degli hadith
La tradizione canonica degli hadith menziona:
- gli angeli dei sette cieli;
- Jundullah, coloro che hanno aiutato Maometto sul campo di battaglia[91];
- quelli che danno lo spirito al feto nel grembo materno e sono incaricati di quattro comandi: annotare la sua provvidenza, la durata della sua vita, le sue azioni e se sarà miserabile o felice[92];
- Malakul Jibaal (L'angelo delle montagne), incontrato dal Profeta dopo la sua visita a Taif[93];
- Munkar e Nakīr, che interrogano i morti nelle loro tombe.[94]